# 2024 en climatologie
Cet article présente les faits marquants de l’année 2024 en climatologie.

## Évènements
2024 est l'année la plus chaude jamais enregistrée, battant tous les records des années précédentes selon l' Organisation météorologique mondiale. La température moyenne mondiale de janvier à septembre 2024 dépasse de 1,54 °C les niveaux préindustriels. La banquise antarctique atteint son deuxième plus bas niveau jamais enregistré avec une accélération de la fonte des glaciers. L'intensité des phénomènes météorologiques de plus en plus extrêmes engendre des pertes matérielles et humaines  considérables.
Des feux gigantesques ravagent le Canada, la Californie et la Grèce. Le Kenya, le Brésil et l'Europe sont confrontés à des inondations sans précédent. Des typhons d'une ampleur inédite ont secoué l'Asie. En Méditerranée, les températures de la mer ont atteint des niveaux record au mois d'août, jusqu'à 30 °C et plus par endroits, la norme étant entre 22 °C et 25 °C. 
Dans son dernier rapport, l'ONU indique que l’objectif de 1,5 °C de l'accord de Paris ne sera pas atteint dans les conditions actuelles.
En France, les émissions de gaz à effet de serre ont baissé de 3,6 % au premier semestre 2024 par rapport à la même période en 2023, selon les estimations du Citepa. 
La COP 29 de Bakou en Azerbaïdjan se clôture le 24 novembre sur un accord stipulant le triplement des aides aux pays en voie de développement, passant  de 100 à 300 milliards de dollars par an de finances en transition énergétique et dédommagement du changement climatique d'ici 2035. Mais l'accord reste décevant pour les représentants des pays bénéficiaires qui dénoncent un financement trop faible  en vue des 1 300 milliards proposés à l'origine.
La société d'assurance, Swiss Re, estime à 310 milliards de dollars (294 milliards d'euros) les pertes économiques mondiales dû aux catastrophes naturelles. Une hausse de 6 % par rapport à l'année précédente.

### Mars
- Mi-mars à mi-mai : de nombreuses inondations liées au phénomène El Niño frappent le Kenya, plus de 260 personnes sont tuées et plus de 200 000 personnes sont déplacées[7]. Le pays voisin, la Tanzanie, n'est pas non plus épargnée et déplore plus de 150 morts et 10 000 maisons endommagées[8].
- 10 mars : la tempête Monica fait huit morts dans le Gard, l'Hérault et l'Ardèche[9].
- 24 mars : vingt-trois personnes sont tuées lors d'une tempête de pluie dans les États d'Espírito Santo et de Rio de Janeiro[10].

### Avril
- Avril - mai : de nombreuses crues font au moins 300 morts, des centaines de blessés et près de 9 000 maisons détruites en Afghanistan[11].
- 8 avril : la Russie et le Kazakhstan décrètent l'état d'urgence à la suite des inondations dues aux intempéries incessantes depuis le mois de mars, à la fonte des neiges trop rapide et la rupture de digues. Elles entraînent la mort d'au moins 29 personnes.
- 16 avril : des pluies diluviennes provoquent des inondations conséquentes dans divers pays du golfe Persique. 19 morts dont 10 écoliers et le chauffeur d'un bus emportés par les eaux à Oman.
- 26 avril - 2 mai : des inondations dans le Rio Grande do Sul font au moins 78 morts[12].

### Juin
- Juin, juillet, août, septembre : une sécheresse historique sévit en Colombie. Le faible niveau du fleuve Amazone affecte le transport fluvial et crée une inflation sur la nourriture[13]. De son côté, la Zambie n'a pas vue de pluies traverser son territoire depuis un an[14].

### Juillet
- 23 juillet : le passage du typhon Gaemi cause la mort d'au moins 25 personnes à Taïwan et aux Philippines[15].

### Août
- 3 août : l'ouragan Debby occasionne des dégâts considérables en Floride. Au moins 4 personnes sont décédées.
- 17 août : l'ouragan Ernesto touche les terres des Bermudes et prive la moitié de l'archipel d'électricité.
- 23 août : le gouvernement malien déclare l'état de catastrophe nationale à la suite des inondations à répétition depuis le début de la saison des pluies, en juin  [16].

### Septembre
- 11 septembre : l'ouragan Francine provoque d'importantes inondations en Louisiane.
- 14 septembre : la  tempête Boris provoque des inondations en Autriche,Tchéquie, Slovénie, Pologne, Roumanie, Slovaquie, Allemagne, Hongrie et Italie. Elles entraînent la mort d'au moins 29 personnes.

### Octobre
- 4 octobre : pluies torrentielles en Bosnie-Herzégovine . Le village de Donja Jablanica, enseveli sous la boue, est le plus touché. Le bilan définitif est de 22 morts et 6 disparus[17].
- 7 octobre : plus de 200 morts dans le Sud-Est des États-Unis et au moins 600 disparus (plus particulièrement en Caroline du Nord) après le passage de l'ouragan Helene le 3 octobre.
- 10 octobre : l'Ouragan Milton fait 16 mort en Floride et cause des dégâts estimés à 50 milliards de dollars[18].
- 19 octobre : sept personnes sont tuées lors du passage de l'ouragan Oscar sur Cuba.
- 30 octobre : plus de 220 personnes sont tuées dans des inondations en Espagne provoquées par le phénomène météorologique dit de la « goutte froide », principalement  dans la Communauté valencienne.

### Novembre
- 11 novembre : ouverture sur deux semaines de la 29e Conférence des Parties (COP29) sur le changement climatique à Bakou en Azerbaïdjan[19]. À cette occasion, le haut commissaire des Nations unies pour les réfugiés, Filippo Grandi, révèle, à la suite de la collecte de milliers de données, que les catastrophes climatiques ont forcé le déplacement de 220 millions de personnes au cours des dix dernières années[20].
- 23 novembre : la tempête Bert provoque d'importantes inondations en déversant un mois de pluie sur deux jours en Irlande et au Royaume-Uni. Premier bilan d'un mort en Angleterre[21].

### Décembre
- 2 décembre : à l'occasion de la 16e session de la Conférence des Parties (COP16)[22]de Riyad sur la Lutte contre la désertification (CNULCD), la France, à l'instar de nombreux autres pays, se déclare officiellement affectée par la désertification[23].
- 2 au 13 décembre : Audiences publiques de la Cour Internationale de Justice(CIJ) sur la demande d'avis consultatif de l'Assemblée générale des Nations Unies sur les obligations des états en matière de changement climatique[24],[25].
- 4 décembre : le satellite géostationnaire Meteosat-12 d'EUMETSAT, entre en fonction. Sa nouvelle technologie de pointe devrait permettre d'améliorer les prédictions météorologiques et les analyses sur le changement climatique[26].
- 9 décembre : incendie de grande ampleur en Californie, proche de la ville de Malibu, dû à une sécheresse excessive pour la saison[27].
- 14 décembre : le cyclone Chido balaye l'archipel de Mayotte avec des rafales de vent mesurées jusqu'à plus de 220 km/h et des pluies torrentielles. Un premier bilan de deux morts et des dégâts matériels très important[28].